# 1813 en Italie
Chronologie de l'Italie
- 1809
- 1810
- 1811
- 1812
- 1813
- 1814
- 1815
- 1816
- 1817

## Événements
- 13 janvier : abandon de son commandement par Murat qui quitte la Grande Armée pour rentrer à Naples[1].
- 31 octobre : prise de la citadelle de Trieste par les anglo-autrichiens[2].
- 13 novembre : dans une lettre, Murat propose à Napoléon de proclamer « l'indépendance de l'Italie comme le seul moyen d'animer les habitants à la défendre »[3].
- 10 décembre : débarquement britannique en Toscane[1].
- 30 décembre : le comte de Neipperg arrive à Naples pour négocier un traité entre l'Autriche et Murat[3].

## Culture

### Opéras créés en 1813
- 27 janvier : Il Signor Bruschino, ossia il figlio per azzardo, opéra en un acte de Gioachino Rossini, livret de Giuseppe Maria Foppa[4], inspiré de la pièce Le fils par hasard, par ruse et folie d'Alissan de Chazet et E.T.M. Ourry, au Teatro San Moisè à Venise[4].
- en février : création de Carlo Magno, opéra (dramma serio) en deux actes de Giuseppe Nicolini, livret d'Antonio Peracchi, au Teatro Nuovo de Plaisance[5].
- 6 février : Tancredi, opéra (melodramma eroico[6]) de Gioachino Rossini, sur un livret en italien de Gaetano Rossi[7] d'après la tragédie-homonyme de Voltaire[7], créé à La Fenice de Venise[7].
- 22 mai : L'italiana in Algeri (L'Italienne à Alger), opéra bouffe (dramma giocoso) en deux actes de Gioachino Rossini sur un livret de Angelo Anelli, créé au Teatro San Benedetto de Venise, avec comme interprètes principaux Marietta Marcolini (Isabelle, l'italienne), Serafino Gentili (it) (Lindoro, amoureux d'Isabelle), Paolo Rosich (Taddeo, un vieil italien) et Filippo Galli (Mustafà, Bey d'Alger).
- 17 octobre : création à Milan de Annetta e Lucindo, opéra de Giovanni Pacini.
- 26 décembre : Aureliano in Palmira (Aurélien en Palmyre), opéra (dramma serio) en deux actes de Gioachino Rossini sur un livret italien attribué usuellement à Giuseppe Felice Romani[8], mais parfois également supposé d'un certain Gian Francesco Romanelli, par ailleurs totalement inconnu[9], créé à La Scala de Milan.

## Naissances en 1813
- 13 février : Emanuele Krakamp, compositeur et flûtiste. († novembre 1883).
- 11 mars : Francesco Lamperti, musicien, professeur de chant et écrivain. († 1er mai 1892).
- 16 mars : Carlo Guasco, chanteur lyrique (ténor), créateur des rôles principaux de ténor dans les opéras I Lombardi alla prima crociata, Ernani et Attila de Giuseppe Verdi. († 13 décembre 1876).
- 17 mars : Giuseppe Mancinelli, peintre de l'école napolitaine de tradition académique. († 25 mai 1875).
- 23 avril : Emilia Giuliani-Guglielmi, guitariste et compositrice. († 27 novembre 1850).
- 24 juin : Giuseppe Sabatelli, peintre, spécialisé dans les sujets historiques et les portraits, professeur à l'Académie des beaux-arts de Florence. († 27 juillet 1843).
- 22 juillet : Salvatore Meluzzi, compositeur de musique sacrée, directeur du chœur de la Cappella Giulia et organiste de la Basilique Saint-Pierre au Vatican. († 17 avril 1897).
- 28 juillet : Alberto Mazzucato, compositeur, professeur de musique, chef d'orchestre et critique musical. († 31 décembre 1877).
- 10 octobre : Giuseppe Verdi, compositeur de la période romantique, dont l'œuvre, composée essentiellement d’opéras est l'une des plus importantes de toute l'histoire du théâtre musical. († 27 janvier 1901).
- 15 octobre : Antonietta Bisi, peintre, issue de la famille Bisi, une famille d'artistes originaire de Gênes. († 16 août 1866).
- 27 novembre : Michele Puccini, compositeur de la période romantique, père de Giacomo Puccini (1858-1924).. († 23 janvier 1864).
- 10 décembre : Errico Petrella, compositeur d'opéras, célèbre à son époque, à la fois pour l'opera buffa et des œuvres plus sérieuses.  († 7 avril 1877).
- 19 décembre : Luigi Mussini, peintre, adepte du purisme italien dont il fut l'un des co-signataires du manifeste. († 18 juin 1888).

- Felice Varesi, chanteur lyrique (baryton), dont la carrière s'étend des années 1830 aux années 1860, créateur des rôles titre de Macbeth et Rigoletto, ainsi que du rôle de Giorgio Germont dans La traviata, trois opéras de  Giuseppe Verdi. († 13 mars 1889).

## Décès en 1813
- 9 juillet : Nicola Antonio Manfroce, 22 ans, compositeur. (° 20 février 1791)
- 9 novembre : Alessandro Longhi, peintre et graveur de l'école vénitienne. (° 12 juin 1733).